# Osrednja Rusija
Osrednja Rusija je poimenovanje, ki lahko zadeva različna območja evropske Rusije. V preteklosti se je območje osrednje Rusije razlikovalo glede na namen, za katerega se uporablja. Lahko se na primer nanaša na evropsko Rusijo (Severni Kavkaz in Kaliningrad je včasih mogoče ločiti na regije, ločene od preostale evropske Rusije) ali celotni evropski del Rusije.
Obstajata tudi osrednja gospodarska regija Ruske federacije in osrednje zvezno okrožje Ruske federacije.